# جون كوينسي آدامز وارد
جون كوينسي آدامز وارد (بالإنجليزية: John Quincy Adams Ward)‏ هو نحات أمريكي، ولد في 29 يونيو 1830 في يوربانا في الولايات المتحدة، وتوفي في 1 مايو 1910 في نيويورك في الولايات المتحدة.

## السنوات المبكرة
وارد هو الرابع من بين ثمانية أطفال وُلدوا لجون أندرسون وارد وإليانور ماكبث في أوربانا بولاية أوهايو، وهي مدينة أسسها جده لأبيه العقيد ويليام وارد. كان أحد إخوته الأصغر سنًا الفنان إدغار ميلفيل وارد. عاشت الأسرة في مسكن وليام وارد و600 فدان من الأرض بعد وفاته. عندما كبر وارد، أحب قضاء وقته في تشكيل طين قاع المجرى المائي إلى أشكال صغيرة وحيوانات. شجع مايلز تشاتفيلد، جار وخزاف محلي، اهتمام وارد بالأشكال ثلاثية الأبعاد. في سن الحادية عشرة، سمح تشاتفيلد لوارد بإدارة الاستديو الخاص به وعلّمه كيفية تشكيل وعاء وزخرفته بالنقوش البارزة. أمضى وارد عدة سنوات في العمل في مزرعة عائلته، وبعد رؤية معرض النحت في سينسيناتي في عام 1847، شعر بالإحباط لمتابعة المسار المهني الفني. اقترحت عائلته دراسة الطب، ولكن بعد الإصابة بالملاريا، اضطر إلى التخلي عن دراسته.
عاش وارد في وقت لاحق مع أخته الكبرى إليزا وزوجها جوناثان ويلوك توماس في بروكلين بمدينة نيويورك، حيث تدرب لمدة سبع سنوات (منذ عام 1849 وحتى عام 1856) على يد النحات الراسخ هنري كيرك براون، الذي نقش اسم «مساعد جون كوينسي آدامز وارد» على تمثال الفارس الخاص بجورج واشنطن في ميدان الاتحاد. ذهب وارد إلى واشنطن في عام 1857، حيث صنع لنفسه اسمًا من خلال تماثيل نصفية لوجوه رجال في الحياة العامة. في عام 1861، عمل لدى شركة أميس للتصنيع في شيكوبي بولاية ماساتشوستس، حيث قدم نماذج لأشياء زخرفية بما في ذلك مقابض السيف البرونزية المذهبة لجيش الاتحاد. كانت أميس واحدة من أكبر مسابك النحاس والبرونز والحديد في الولايات المتحدة.
أنشأ وارد استوديو في مدينة نيويورك في عام 1861 وانتُخب في الأكاديمية الوطنية للتصميم في العام التالي، وكان رئيسهم حتى عام 1874. في عام 1882، صُمم منزل واستوديو جديد له في نيويورك في الشارع الثاني والخمسين من قبل صديقه ريتشارد موريس هانت، الذي كان عليه التعاون معه في العديد من المشاريع على مر السنين.
كرس وارد نفسه لتطوير مدرسة أمريكية للنحت من خلال مشاركته في التنظيمات والتدريس. تكيّف أحيانًا مع الطلاب والمساعدين، وأبرزهم دانيال تشيستر فرينش وجول ديسبوا وفرانسوا جي راي وتشارلز ألبرت لوبيز. في الفترة 1888-1889، أعطى وارد، في الاستوديو مع مساعده فرانسوا جي راي ورجل يُدعى دبليو هانت، حصصًا في النحت في متحف المتروبوليتان للفنون. بعد أربع سنوات، دعته جامعة هارفارد لإلقاء سلسلة من المحاضرات. 
تزوج وارد ثلاث مرات. تزوج من زوجته الأولى آنا بانان في 10 فبراير عام 1858. بعد وفاتها، تزوج جوليا ديفينس فالنتين في 19 يونيو عام 1877. توفيت جوليا أثناء الولادة في 31 يناير عام 1879.

## المسار المهني
اقتصرت اللجان الأمريكية للنحت في القرن التاسع عشر إلى حد كبير على التماثيل النصفية للوجوه والمعالم التذكارية، حيث كان وارد بارزًا في جيله. كما كسب النحاتون قوت يومهم من خلال بيع أعمالهم العامة بتخفيضات برونزية؛ استخدم وارد تقنيات جديدة لتكرار الطلي الكهربائي؛ لا زالت العديد من تخفيضات وارد وألواح الطلي الكهربائي والمختومة على قيد الحياة.
في عام 1902، بالتعاون مع بول وايلاند بارتليت، صنع نماذج لتماثيل القوصرة الرخامية لبورصة نيويورك. نُحتت القوصرة من قبل الأخوان بيسيريللي.
تُوفي في منزله في مدينة نيويورك عام 1910. توجد نسخة من كتابه «هنتر الهندي» في قبره في أوربانا، ومنزل أوربانا مُدرج في السجل الوطني للأماكن التاريخية. يحتفظ معهد ألباني للتاريخ والفنون بكراسات الرسم الخاصة به.

## المنحوتات العامة
- تمثال إسرائيل بوتنام

## وصلات خارجية
- جون كوينسي آدامز وارد على موقع أوليمبيديا (الإنجليزية)